# Arteria cística
La arteria cística es una arteria que irriga la vesícula biliar y el conducto cístico. Se origina como rama terminal derecha de la arteria hepática propia. No presenta ramas (importantes). Puede nacer a un nivel bajo o alto; en este último caso, se entrecruza con el conducto colédoco y la arteria hepática, formando el triángulo de Calot.

## Disposición más común
En la disposición clásica, que ocurre en aproximadamente un 70% de los casos, se origina una única arteria cística desde la flexión geniculada de la rama derecha de la arteria hepática propia o arteria hepática derecha en la porción superior del triángulo hepatobiliar. También se considera normal un lugar de origen situado en una porción más proximal o distal de la arteria hepática.
Tras separarse de dicha rama, la arteria cística discurre superiormente al conducto cístico y emite de 2 a 4 ramas pequeñas, conocidas como arterias de Calot, que irrigan parte del conducto cístico y el cuello de la vesícula biliar antes de dividirse en las principales ramas superficial y profunda en la cara superior del cuello:
- La rama superficial (o anterior) pasa sub-serosamente sobre la cara izquierda de la vesícula biliar.
- La rama profunda (o posterior) discurre entre la vesícula biliar y la fosa de la vesícula biliar, terminando en el peritoneo unido a la superficie del hígado.

## Variaciones anatómicas

### Arteria cística doble
Cuando las ramas superficial y profunda de la arteria cística no comparten un origen común, se definen como arteria cística doble, un fenómeno que ocurre con una frecuencia del 15%.
La rama profunda nace consistentemente de la rama derecha de la arteria hepática propia o arteria hepática derecha, la cual es generalmente también la fuente de origen de la rama superficial; sin embargo, en algunos casos se ha hallado que se inicia en la arteria segmentaria anterior del hígado, la rama intermedia de la arteria hepática propia o arteria hepática media, la rama izquierda de la arteria hepática propia o arteria hepática izquierda, la arteria mesentérica superior, la arteria gastroduodenal o la arteria retroduodenal.
Aproximadamente la mitad de las arterias císticas superficiales se ha demostrado que entran a través del triángulo hepatobiliar, mientras que las arterias císticas profundas son a menudo bastante pequeñas en longitud y diámetro. La triplicación de la arteria cística es muy rara, ocurriendo como mucho en un 0,3% de los casos.

### Origen aberrante de la arteria hepática derecha
Una anatomía inusual de la arteria hepática derecha puede en sí misma afectar al camino y forma de la arteria cística, cuya variación más frecuente es el resultado de un origen aberrante de la arteria hepática derecha, lo cual se describe entre un 2 y un 16% de los casos.
Generalmente, esta fuente de origen anómalo es la arteria mesentérica superior o, más raramente, la aorta abdominal, produciendo lo que se ha descrito como una arteria hepática accesoria o sustituta, pasando a través del triángulo hepatobiliar y discurriendo posterior y paralelamente al conducto cístico.
Debido a la proximidad de la vesícula biliar respecto a la arteria hepática derecha (sustituta), puede formarse una «joroba de oruga» o de Moynihan, y esta arteria generalmente produce múltiples ramas císticas cortas en lugar de una única arteria cística.

### Origen en la arteria hepática izquierda
La arteria cística puede nacer de la rama derecha de la arteria hepática propia o arteria hepática derecha, y en tal caso normalmente discurre a través de un conducto del parénquima hepático, aproximándose al cuello de la vesícula biliar, antes de bifurcarse en ramas ascendente (o superior) y descendente (o inferior). Esta situación se halla en aproximadamente un 1% de los casos.
Esta forma de la arteria cística no pasa a través del triángulo hepatobiliar; se ha hallado localizada anterior y posteriormente al conducto hepático común.

### Arteria cística recurrente
En menos de un 1% de los pacientes, se encuentra una forma conocida como arteria cística recurrente; la arteria cística nace en la rama izquierda de la arteria hepática propia o arteria hepática izquierda, y pasa a través del ligamento colecistoduodenal o el ligamento colecistocólico (que conectan la vesícula biliar con el duodeno y el colon transverso respectivamente), sigue el borde derecho del ligamento hepatoduodenal, y conecta con el fondo de la vesícula biliar antes de descender para irrigar el cuerpo y el cuello.

### Arteria cística baja (low-lying cystic artery)
Cuando una única arteria cística nace de la arteria gastroduodenal, forma una configuración conocida como arteria cística baja, y pasa inferiormente al conducto cístico a través del ligamento colecistoduodenal, permaneciendo por lo tanto fuera del triángulo hepatobiliar.
Esta situación ha sido descrita alternativamente como arteria cística inferior y como transposición de la arteria cística y el conducto, con una prevalencia de aproximadamente un 5%.
En el 25% de los pacientes con este curso existe un suministro arterial secundario para la vesícula biliar, de modo que la arteria baja actúa como el equivalente de la rama posterior.

## Significación clínica
Debe identificarse y ligarse en operaciones de extirpación de la vesícula biliar (colecistectomías).